# Campionato mondiale per club FIFA 2001
Il campionato mondiale per club FIFA 2001 (in spagnolo: Campeonato mundial de fútbol para clubes España 2001; in inglese: FIFA Club World Championship Spain 2001) doveva essere la seconda edizione della Coppa del mondo per club FIFA dopo quella pilota giocata in Brasile nel 2000. Il torneo doveva svolgersi in Spagna dal 28 luglio al 12 agosto 2001, ma fu prima posticipato dalla FIFA al 2003 e poi cancellato definitivamente. I motivi della cancellazione della manifestazione furono diversi: la congestione del calendario internazionale, i problemi economici di alcuni Paesi d'origine delle squadre partecipanti e soprattutto i problemi finanziari di ISL Worldwide, uno dei partner commerciali della FIFA.
Il torneo prevedeva la partecipazione di 12 squadre, quattro in più della precedente edizione, da 6 confederazioni. In seguito al rinvio al 2003 era prevista un'ulteriore espansione a 16 squadre, ma la manifestazione fu cancellata.
Nel 2005, dopo che l'anno prima si era giocata l'ultima edizione della Coppa Intercontinentale, la FIFA organizzò una nuova edizione della Coppa del mondo per club in Giappone, con la partecipazione delle 6 squadre campioni in carica delle principali competizioni confederali.

## Formula
A seguito dell'espansione della competizione da 8 a 12 squadre, la fase a gironi prevedeva 3 gruppi da 4 squadre ciascuno. La prima classificata di ogni gruppo e la migliore seconda si qualificavano alle semifinali. Oltre alla finale per il primo posto, era prevista anche una finale per il terzo posto.

## Stadi
| Stadio Santiago Bernabéu | Stadio Vicente Calderón | La Coruña Madrid Santiago di Compostela | Stadio Riazor       | Stadio San Lázaro                |
| ------------------------ | ----------------------- | --------------------------------------- | ------------------- | -------------------------------- |
| Località: Madrid         | Località: Madrid        | La Coruña Madrid Santiago di Compostela | Località: La Coruña | Località: Santiago di Compostela |
| Capienza: 80.354         | Capienza: 54.851        | La Coruña Madrid Santiago di Compostela | Capienza: 34.600    | Capienza: 14.000                 |
|                          |                         | La Coruña Madrid Santiago di Compostela |                     |                                  |

## Squadre partecipanti
| Squadra             | Data di qualificazione | Confederazione | Qualificata in quanto                    | Partecipazioni (edizioni precedenti con vittorie in grassetto) |
| ------------------- | ---------------------- | -------------- | ---------------------------------------- | -------------------------------------------------------------- |
| Júbilo Iwata        | 5 dicembre 1999        | AFC            | Campione AFC Champions League 1999       | 1ª                                                             |
| Palmeiras           | 16 giugno 1999         | CONMEBOL       | Campione Coppa Libertadores 1999         | 1ª                                                             |
| Al-Hilal            | 11 dicembre 2000       | AFC            | Campione AFC Champions League 2000       | 1ª                                                             |
| Galatasaray         | 17 maggio 2000         | UEFA           | Campione Coppa UEFA 1999-2000            | 1ª                                                             |
| Real Madrid         | 24 maggio 2000         | UEFA           | Campione UEFA Champions League 1999-2000 | 2ª (2000)                                                      |
| Deportivo La Coruña | 19 maggio 2000         | UEFA           | Campione 1999-2000 della Spagna          | 1ª                                                             |
| Boca Juniors        | 21 giugno 2000         | CONMEBOL       | Campione Coppa Libertadores 2000         | 1ª                                                             |
| LA Galaxy           | 21 gennaio 2001        | CONCACAF       | Campione CONCACAF Champions League 2000  | 1ª                                                             |
| Olimpia             | 21 gennaio 2001        | CONCACAF       | Finalista CONCACAF Champions League 2000 | 1ª                                                             |
| Zamalek             | 10 dicembre 2000       | CAF            | Campione Coppa delle Coppe d'Africa 2000 | 1ª                                                             |
| Hearts of Oak       | 17 dicembre 2000       | CAF            | Campione CAF Champions League 2000       | 1ª                                                             |
| Wollongong Wolves   | 22 gennaio 2001        | OFC            | Campione OFC Champions League 2001       | 1ª                                                             |

## Sorteggio
Il sorteggio della fase a gironi si è svolto il 6 marzo 2001 a La Coruña. Tuttavia, il 18 maggio successivo la FIFA ha confermato il rinvio del torneo al 2003 (poi cancellato definitivamente).

## Risultati

### Fase a gironi

#### Girone A

##### Classifica
| Squadra             | P.ti | G | V | P | S | GF | GS | DR |
| ------------------- | ---- | - | - | - | - | -- | -- | -- |
| Boca Juniors        | 0    | 0 | 0 | 0 | 0 | 0  | 0  | 0  |
| Deportivo La Coruña | 0    | 0 | 0 | 0 | 0 | 0  | 0  | 0  |
| Wollongong Wolves   | 0    | 0 | 0 | 0 | 0 | 0  | 0  | 0  |
| Zamalek             | 0    | 0 | 0 | 0 | 0 | 0  | 0  | 0  |

##### Incontri
| La Coruña 28 luglio 2001, ore 20:00 CEST Incontro 1 | Boca Juniors | – | Deportivo La Coruña | Stadio Riazor |

| La Coruña 29 luglio 2001, ore 17:00 CEST Incontro 2 | Wollongong Wolves | – | Zamalek | Stadio Riazor |

| La Coruña 1º agosto 2001, ore 19:30 CEST Incontro 7 | Deportivo La Coruña | – | Wollongong Wolves | Stadio Riazor |

| La Coruña 1º agosto 2001, ore 22:00 CEST Incontro 8 | Zamalek | – | Boca Juniors | Stadio Riazor |

| Santiago di Compostela 4 agosto 2001, ore 20:30 CEST Incontro 13 | Boca Juniors | – | Wollongong Wolves | Stadio Vero Boquete de San Lázaro |

| La Coruña 4 agosto 2001, ore 20:30 CEST Incontro 14 | Deportivo La Coruña | – | Zamalek | Stadio Riazor |

#### Girone B

##### Classifica
| Squadra     | P.ti | G | V | P | S | GF | GS | DR |
| ----------- | ---- | - | - | - | - | -- | -- | -- |
| Al-Hilal    | 0    | 0 | 0 | 0 | 0 | 0  | 0  | 0  |
| Galatasaray | 0    | 0 | 0 | 0 | 0 | 0  | 0  | 0  |
| Olimpia     | 0    | 0 | 0 | 0 | 0 | 0  | 0  | 0  |
| Palmeiras   | 0    | 0 | 0 | 0 | 0 | 0  | 0  | 0  |

##### Incontri
| Madrid 29 luglio 2001, ore 20:00 CEST Incontro 3 | Palmeiras | – | Olimpia | Stadio Vicente Calderón |

| Madrid 30 luglio 2001, ore 22:00 CEST Incontro 4 | Galatasaray | – | Al-Hilal | Stadio Vicente Calderón |

| Madrid 2 agosto 2001, ore 19:30 CEST Incontro 9 | Olimpia | – | Galatasaray | Stadio Vicente Calderón |

| Madrid 2 agosto 2001, ore 22:00 CEST Incontro 10 | Al-Hilal | – | Palmeiras | Stadio Vicente Calderón |

| Madrid 5 agosto 2001, ore 22:00 CEST Incontro 15 | Palmeiras | – | Galatasaray | Stadio Vicente Calderón |

| Madrid 5 agosto 2001, ore 22:00 CEST Incontro 16 | Olimpia | – | Al-Hilal | Stadio Santiago Bernabéu |

#### Girone C

##### Classifica
| Squadra       | P.ti | G | V | P | S | GF | GS | DR |
| ------------- | ---- | - | - | - | - | -- | -- | -- |
| Hearts of Oak | 0    | 0 | 0 | 0 | 0 | 0  | 0  | 0  |
| Júbilo Iwata  | 0    | 0 | 0 | 0 | 0 | 0  | 0  | 0  |
| LA Galaxy     | 0    | 0 | 0 | 0 | 0 | 0  | 0  | 0  |
| Real Madrid   | 0    | 0 | 0 | 0 | 0 | 0  | 0  | 0  |

##### Incontri
| Madrid 31 luglio 2001, ore 19:30 CEST Incontro 5 | Real Madrid | – | Júbilo Iwata | Stadio Santiago Bernabéu |

| Madrid 31 luglio 2001, ore 22:00 CEST Incontro 6 | Hearts of Oak | – | LA Galaxy | Stadio Santiago Bernabéu |

| Madrid 3 agosto 2001, ore 19:30 CEST Incontro 11 | Júbilo Iwata | – | Hearts of Oak | Stadio Santiago Bernabéu |

| Madrid 3 agosto 2001, ore 22:00 CEST Incontro 12 | LA Galaxy | – | Real Madrid | Stadio Santiago Bernabéu |

| Madrid 6 agosto 2001, ore 22:00 CEST Incontro 17 | Real Madrid | – | Hearts of Oak | Stadio Santiago Bernabéu |

| Madrid 6 agosto 2001, ore 22:00 CEST Incontro 18 | Júbilo Iwata | – | LA Galaxy | Stadio Vicente Calderón |

### Fase a eliminazione diretta

#### Semifinali
| La Coruña 9 agosto 2001, ore 19:30 CEST Incontro 19 | Prima gruppo A | – | Prima gruppo B | Stadio Riazor |

| Madrid 9 agosto 2001, ore 22:00 CEST Incontro 20 | Prima gruppo C | – | Migliore seconda | Stadio Santiago Bernabéu |

#### Incontro per il terzo posto
| Madrid 12 agosto 2001, ore 19:30 CEST Incontro 21 | Perdente incontro 19 | – | Perdente incontro 20 | Stadio Santiago Bernabéu |

#### Finale
| Madrid 12 agosto 2001, ore 22:00 CEST Incontro 22 | Vincente incontro 19 | – | Vincente incontro 20 | Stadio Santiago Bernabéu |